# إينيسيل
إينيسيل مدينة وإقليم من أقاليم محافظة غيرسون على ساحل البحر الأسود في تركيا قرب طرابزون. بلغ عدد سكانها في عام 2010 ما يقارب 7,505نسمة.

## جغرافيا
لديها خط ساحلي منخفض مع تلال شديدة الانحدار خلفه. مناظرها خلابة لكن العيش في المناطق الجبلية تنمو ثمار البندق والشاي في الأراضي المنخفضة قرب الساحل، بالإضافة إلى وجود الخضروات والأبقار. صيد الأسماك يعتبر مصدراً آخر للمدخولات على الرغم من صغر ميناء إينيسيل ومحدوديته. المصنع الوحيد المتواجد في هذه المنطقة هو مصنع لإعداد الشاي حيث أن إينيسيل ليست منطقة ذات ثروة وبالتالي فالعديد من السكان هاجروا بعيداً للحصول على أعمال إما في مدن تركيا أو خارجها.

## تاريخها
العصور القديمة
تاريخ المنطقة يعود إلى الحثيين في عام 1500 قبل الميلاد تتبعها بهريغيانس في عام 1200 قبل الميلاد.
إينيسيل
نجح الإغريق عام 765 قبل الميلاد وفي عام 670 قبل الميلاد بتأسيس سلسلة من 90 مركز تجاري على طول ساحل البحر الأسود. قبل 520 قبل الميلاد إينسيل كانت في إقليم المزربان من بونتوس وهي أراضي للإمبراطورية الفارسية. وقد نجح هذا من قبل الإمبراطورية الرومانية والبيزنطيين. وفي عام 1204 حكمتها إمبراطورية طرابزون وهي جزء من الدولة البيزنطية التي استمرت حتى أطاح بها السلطان محمد الثاني من الدولة العثمانية في عام 1461
زمن الأتراك:
أصبحت إينيسيل في عام 1461 جزءاً من الإمبراطورية العثمانية، وأول من تحرك إلى المنطقة من الأتراك كانوا تشيبني وهم أتباع حاج بكتاش ولي، لذلك فهي المسؤولة عن قوة مجتمع العلويين في إينيسيل